# Fellini Museum
Il Museo Fellini costituisce una delle più rilevanti istituzioni museali della città di Rimini, facendo parte del polo culturale che comprende il Teatro Galli, Palazzi dell’Arte Rimini con il Giardino delle sculture, il cinema Fulgor, il Museo della Città, la Domus del Chirurgo, la Biblioteca Gambalunga, il Ponte di Tiberio con la Piazza sull’acqua e Porta Galliana, l’Arena Francesca da Rimini, l’Arco d’Augusto, il Tempio Malatestiano e Porta Montanara.
È stato inserito tra i "Grandi Progetti Nazionali dei Beni Culturali 2017-2018", riconosciuti dal Ministero della Cultura. Tale prestigio è stato successivamente consolidato con l'assegnazione del Premio Nazionale IN/ARCHITETTURA 2023.

## Storia
Nel mese di aprile 2018, il Comune di Rimini ha indetto il concorso per la progettazione di un museo dedicato alla figura di Federico Fellini, con l'intento di realizzare un polo museale innovativo e immersivo, concepito come spazio di ricerca e produzione artistica. Il progetto vincitore è stato concepito dal prof. arch. Orazio Carpenzano, che si occupa della progettazione architettonica e allestitiva coordinando un ampio e multidisciplinare, insieme al Gruppo Lumiere, Studio Azzurro e numerosi altri esperti provenienti da diverse aree di competenza.
Il Museo Fellini viene inaugurato nel mese di agosto del 2021 e in occasione della 78ª Mostra Internazionale d'arte cinematografica di Venezia la grande scultura in jesmonite che effigia la rinocerontessa, protagonista di alcune delle scene del film felliniano E la nave va, ha navigato nei canali della laguna prima di “approdare” nella Piazzetta San Martino di Rimini, luogo di ingresso della parte del Museo con sede a Palazzo Valloni.

## Descrizione
Il progetto si configura come un museo diffuso, integrato nell'area urbana felliniana, coinvolgendo una serie di luoghi emblematici della città di Rimini. Tra questi: Castel Sismondo, Piazza Malatesta, Piazzetta San Martino e il Cinema Fulgor, all'interno di Palazzo Valloni, che insieme costituiscono un sistema spaziale e narrativo volto a valorizzare l'eredità culturale e artistica di Federico Fellini. Attraverso azioni di recupero e di trasformazione, viene definito un nuovo percorso museale che coinvolge il carattere dei luoghi storici, tramite la realizzazione di allestimenti e contenuti multimediali. “In ciascuna tappa del percorso si sviluppa un racconto che confluisce all’interno di un’unica storia rievocando il dispositivo mnemonico, continuo e discontinuo, mediante il quale Federico Fellini costruiva le sue reveries”[1]. Lo stesso artista sosteneva di non riuscire a considerare Rimini come un fatto oggettivo bensì “soltanto una dimensione della memoria”[2].
Negli spazi indoor del museo diffuso, Castel Sismondo e Cinema Fulgor, è possibile consultare l’immenso archivio relativo alla produzione artistica dell’artista Fellini attraverso sistemi interattivi e multimediali.
Castel Sismondo
Nella Corte di Mezzo dalla rocca quattrocentesca di Castel Sismondo, il visitatore è accolto dalla ricostruzione di una figura iconica del cinema felliniano: Alberto Sordi ne Lo Sceicco Bianco, sospeso su un'altalena in prossimità della ex-Casa del Custode, riconvertita in spazio per la biglietteria. Negli spazi interni del castello vengono allestiti veri e propri set felliniani per ricercare la dimensione trasognante dell’artista, mediante la ricostruzione di materiali scenici e l’utilizzo delle più avanzate tecnologie digitali. Immagini, ricostruzioni, pubblicità del regista, personaggi, tracce audio, disegni, bozzetti dei costumi sono custoditi nelle numerose sale del castello.
Piazza Malatesta
É il luogo di installazione di CircAmacord ed è caratterizzo da un grande spazio outdoor che ospita spettacoli temporanei, allestimenti e installazioni interattive ispirate ai film del regista. L’unico elemento permanente della piazza è costituito da una centrale seduta pubblica circolare.
Piazzetta San Martino
Lo spazio urbano della piazzetta San Martino si trasforma in una scena teatrale dove è steso, fino all’ingresso del cinema Fulgor, un tappeto di pasta vitrea che richiama i colori che il regista ha utilizzato nei suoi disegni, raccolti nel Il libro dei sogni[3], per rappresentare il mare di Rimini – bluette, verde acquamarina e azzurro. In questo mare artificiale è situata la statua della rinocerontessa, del noto film E la nave va, che si rivolge verso l’ingresso.
Cinema Fulgor
Sul retro dell’edificio settecentesco di Palazzo Valloni, alle spalle del Fulgor, viene definito il nuovo ingresso al museo tramite l’aggiunta di uno schermo esterno in facciata e un protiro, in continuità con lo spazio di Piazzetta San Martino. A questo elemento si connette un percorso coperto che corre lungo la via medievale conducendo alla facciata principale del Cinema sul Corso d’Augusto, disegnata da Giuseppe Valadier. All’interno dell’edificio un importante progetto di interni riconfigura gli spazi esistenti per i nuovi ambienti del museo. Nel piano superiore la demolizione dell’ultimo solaio ha permesso la composizione di una doppia altezza, lasciando visibile l’elemento strutturale della copertura. Sei altane collegano i due livelli offrendo affacci su questo unico spazio monotonale color antracite. Sono qui collocate tre diverse architetture che ospitano diversi allestimenti, tra esse “Il Cinemino”. Tre sono le geometrie scelte e tre sono i relativi cromatismi aurei: giallo, bianco e rosso. Questo spazio, è raggiungibile anche dalla nuova scala d’onore. In aggiunta agli spazi espositivi, nel Cinema Fulgor sono presenti un bar e uno spazio coworking.  
[1] D. Carta, Museo Internazionale Federico Fellini. Dalla memoria all’immaginazione, in Industria delle Costruzioni, 487, 2022, pp. 106-111.
[2] F. Fellini, Fare un film, Einaudi, Torino, 1980, p. 9; citato altresì in M. Passa (a cura di), Fellini! – Le parole di un sognatore da Oscar, l’Unità, Roma, 1993, p. 11.
[3] Federico Fellini, Il libro dei sogni, Rizzoli, Roma, 2008.
CREDITI PROGETTO
Progettazione architettonica e urbana
Orazio Carpenzano (coordinamento)
Tommaso Pallaria
Studio Dismisura
Alessandra Di Giacomo
con Alessio Benni, Giuliana Briulotta, Andrea Cappucci, Simone Leoni, Andrea Parisella, Giulia Giorgia Tocco
Concept e Contenuti multimediali e scenografici
Studio Azzurro 
Mandataria
Lumiére & co.
Consulenti per la museografia e il cinema felliniano
Marco Bertozzi
Anna Villari
Federico Bassi
Specialismi
SETIN srl (strutture)
SRP Engineering srl (impianti)
CSG PALLADIO srl (indagini geologiche)
Studio Leoni Grandi Opere e Sicurezza srl (c.s.p.)

## Galleria d'immagini

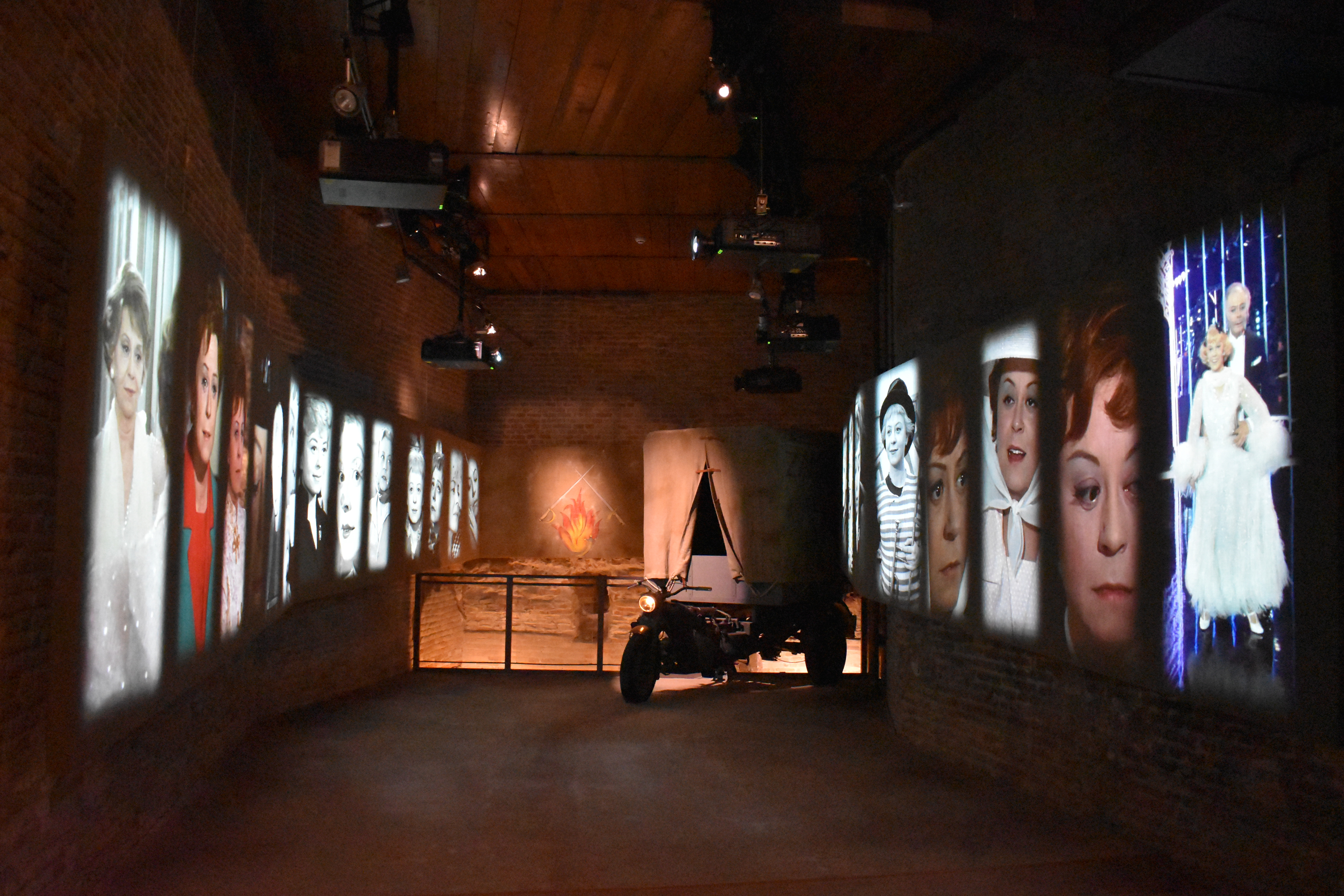
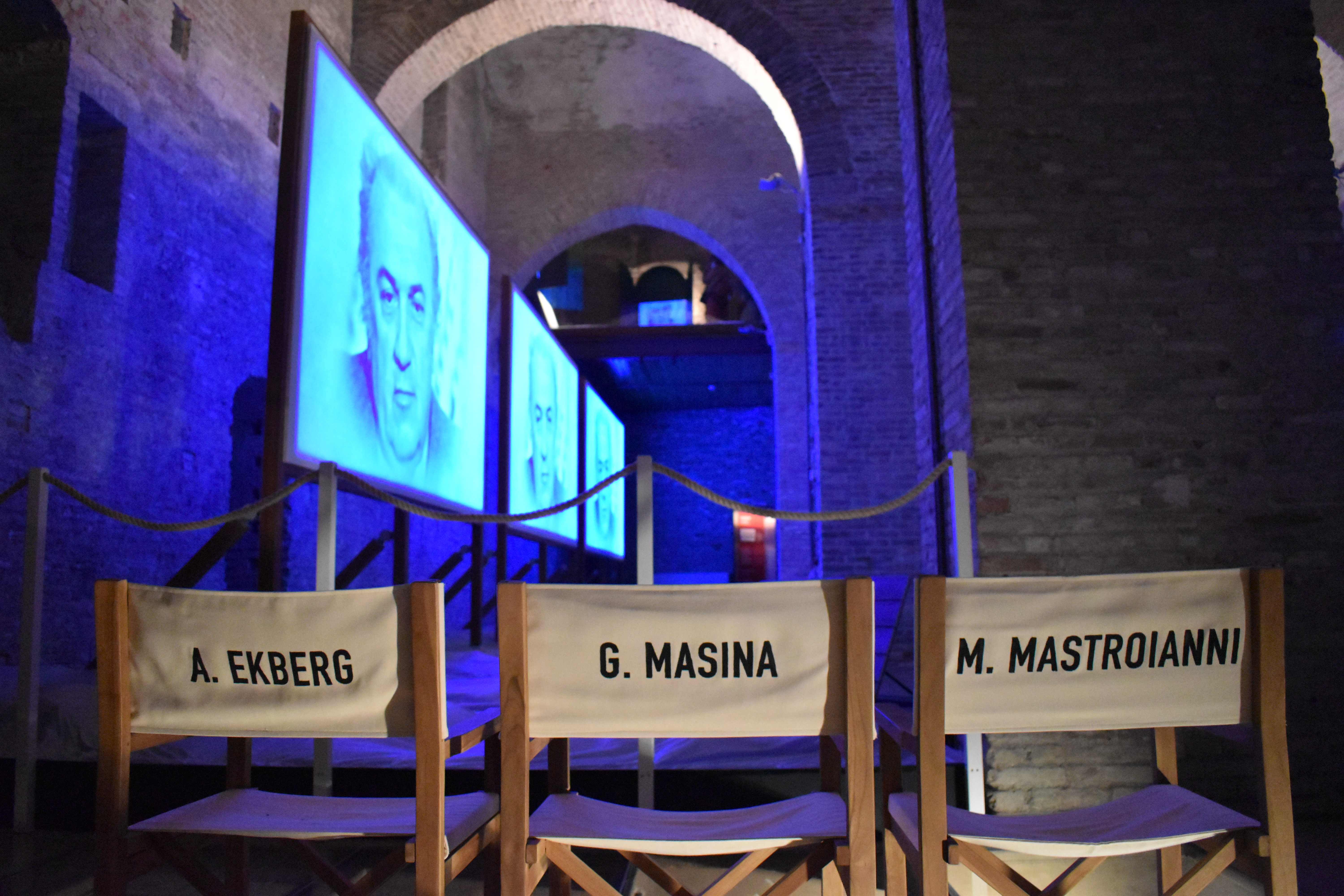
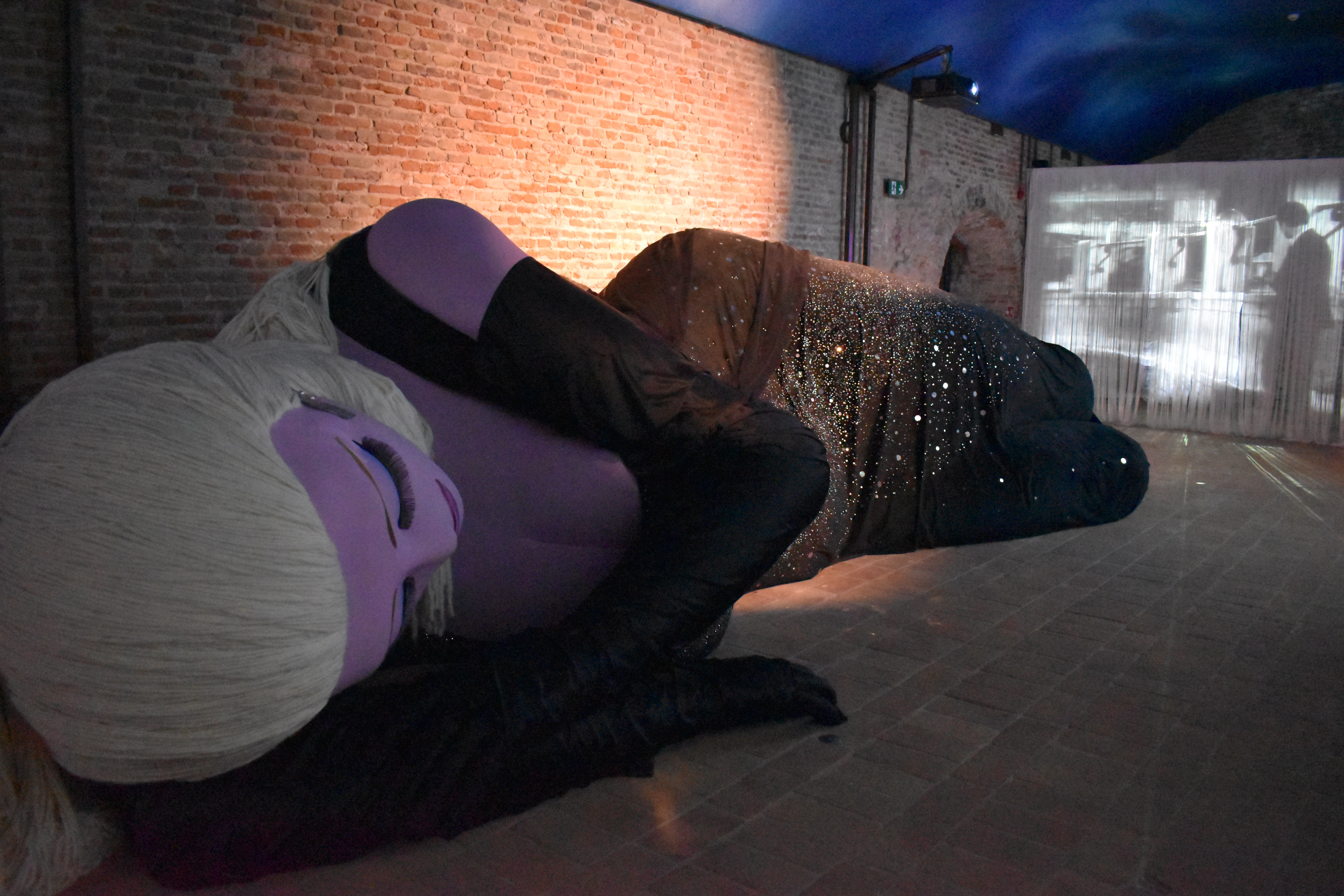
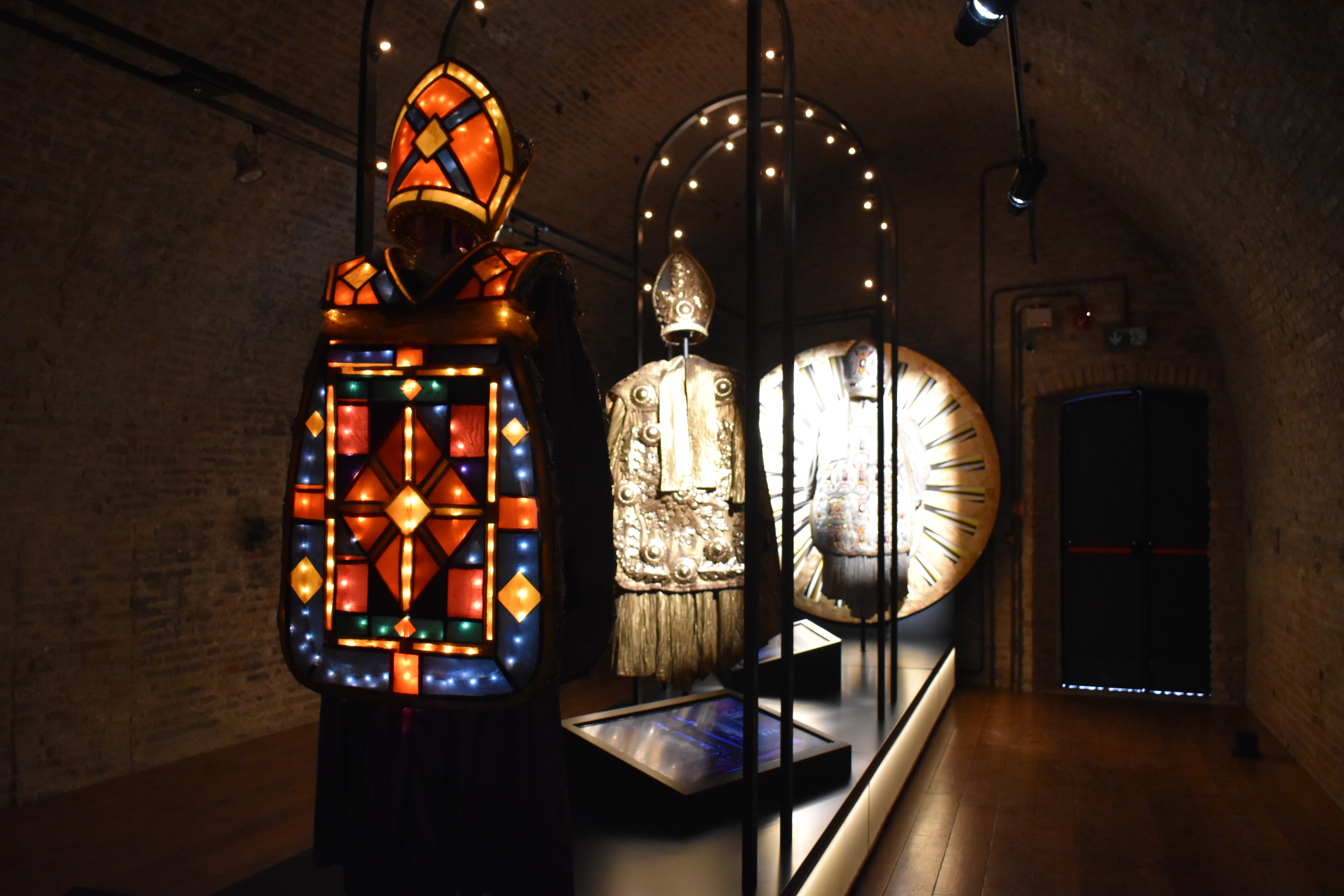